# Servio Cornelio Escipión Salvidieno Orfito (cónsul 110)
Servio Cornelio Escipión Salvidieno Orfito  fue un senador romano que desarrolló su carrera política entre finales del siglo I y la primera mitad del siglo II bajo los imperios de Domiciano, Nerva, Trajano, Adriano y Antonino Pío. 

## Carrera pública
Era nieto de Servio Cornelio Escipión Salvidieno Orfito, quien había sido consul ordinarius en 51 bajo Claudio.
Su carrera progresó bajo los emperadores antoninos, ya que en 110 fue consul ordinarius bajo Trajano, y bajo Antonino Pío fue Praefectus Urbi en Roma.
Su hijo fue Servio Cornelio Escipión Lucio Salvidieno Orfito, consul ordinarius en 149, bajo Antonino Pío, y su nieto fue Servio Cornelio Escipión Salvidieno Orfito, también consul ordinarius en 178, bajo Marco Aurelio.